# エレニ・ダニリドゥ
エレニ・ダニリドゥ（Eleni Daniilidou, ギリシア語: Λένα Δανιηλίδου, 1982年9月19日 - ）は、ギリシャ・クレタ島生まれの女子プロテニス選手。2003年の全豪オープン混合ダブルスで、トッド・ウッドブリッジ（オーストラリア）とペアを組んで準優勝した。WTAツアーでシングルス5勝、ダブルス3勝を挙げた。シングルス自己最高ランキングは14位で（2003年5月12日付）、当地の女子テニス選手としては最高位を記録している。身長182cmの長身を生かしたサービス・アンド・ボレーを武器にする選手。右利き、バックハンド・ストロークは片手打ち。

## 来歴
女子テニスツアー下部組織の大会での下積み生活を経て、2001年から女子テニスツアーに本格参戦を開始する。同年の全仏オープンで4大大会にデビューし、全仏オープンでは予選の3回戦で止まったが、ウィンブルドンで予選3試合を勝ち上がって初の本戦出場を果たし、本戦2回戦で第6シードのアメリ・モレスモに挑戦した。続く全米オープンも予選を勝ち抜き、モニカ・セレシュとの3回戦まで勝ち進んだ。全米オープンの後、ダニリドゥは初めて世界ランキング100位以内に入る。
2002年にダニリドゥは急成長を遂げ、全豪オープンでは（4大大会で）2大会連続の3回戦に進出した。同年6月22日、ウィンブルドンの前哨戦であるオランダ・スヘルトーヘンボス大会でツアー初優勝を果たす。続くウィンブルドンで、エレニ・ダニリドゥはギリシャ人女子選手として初の4回戦進出を決めたが、第3シードのジェニファー・カプリアティに 1-6, 6-3, 1-6 で惜敗している。
2003年の全豪オープンで、ダニリドゥは自身2度目の4回戦でセリーナ・ウィリアムズに 4-6, 1-6 で敗れた。この大会の混合ダブルスで、彼女はオーストラリアのトッド・ウッドブリッジとペアを組み、ギリシャの女子選手として最初の4大大会決勝進出者になった。2人は決勝でリーンダー・パエス（インド）とマルチナ・ナブラチロワのペアに 4-6, 5-7 で敗れ、ダニリドゥはテニス経歴で最大のチャンスを逃した。
ダニリドゥは2003年と2004年の年頭に、ニュージーランド・オークランドの大会で2連覇を果たし、これで彼女のツアー優勝は3勝となった。2004年に故国ギリシャで行われたアテネ五輪では、女子シングルス3回戦でアナスタシア・ミスキナ（当年度の全仏オープン優勝者）に敗れた。五輪に続く全米オープンで、ダニリドゥは自身3度目の4大大会4回戦進出を果たすが、日本の浅越しのぶに 6-7, 6-4, 3-6 で敗れている。
2005年はウィンブルドン1回戦で、先の全仏オープンに2勝目を挙げたばかりのジュスティーヌ・エナン＝アーデンを 7-6, 2-6, 7-5 で破る活躍があり、自身2度目のウィンブルドン3回戦に勝ち進んだ。しかしシーズン後半に入ってから、右手首の故障に悩むようになり、全米オープンでは1回戦でマリア・シャラポワに完敗してしまった。
その後しばらく体調不良の時期が続いたが、2006年夏に4大大会女子ダブルスで好成績を出した。全仏オープンとウィンブルドン女子ダブルスで、ダニリドゥはアナベル・メディナ・ガリゲス（スペイン）とペアを組み、全仏ベスト4・ウィンブルドンベスト8を記録した。それから、10月に韓国・ソウル大会の決勝で日本の杉山愛を 6-3, 2-6, 7-6 で破り、2年9ヶ月ぶりの女子ツアー4勝目を挙げる。2008年1月にオーストラリア・ホバート大会で優勝し、ダニリドゥの女子ツアーシングルス優勝は5つになった。
2014年以降はランキングが下がり、女子ツアー下部大会でプレーしていた。2018年12月イタリアの下部大会に出場したのを最後に公式戦出場から遠ざかっている。

## WTAツアー決勝進出結果

### シングルス: 6回 (5勝1敗)
| 大会グレード          | 大会グレード                 |
| 2008年以前            | 2009年以後                   |
| --------------------- | ---------------------------- |
| グランドスラム (0–0)  |                              |
| WTAファイナルズ (0–0) |                              |
| ティア I (0–0)        | プレミア・マンダトリー (0-0) |
| ティア I (0–0)        | プレミア5 (0-0)              |
| ティア II (0–1)       | プレミア (0–0)               |
| ティア III (1–0)      | インターナショナル (0–0)     |
| ティア IV ＆ V (4–0)  | インターナショナル (0–0)     |

| 結果   | No. | 決勝日        | 大会               | サーフェス | 対戦相手                   | スコア           |
| ------ | --- | ------------- | ------------------ | ---------- | -------------------------- | ---------------- |
| 優勝   | 1.  | 2002年6月22日 | スヘルトーヘンボス | 芝         | エレーナ・デメンチェワ     | 3–6, 6–2, 6–3    |
| 準優勝 | 1.  | 2002年9月14日 | バイーア           | ハード     | アナスタシア・ミスキナ     | 3–6, 6–0, 2–6    |
| 優勝   | 2.  | 2003年1月5日  | オークランド       | ハード     | 趙倫貞                     | 6–4, 4–6, 7–6    |
| 優勝   | 3.  | 2004年1月10日 | オークランド       | ハード     | アシュリー・ハークルロード | 6–3, 6–2         |
| 優勝   | 4.  | 2006年10月1日 | ソウル             | ハード     | 杉山愛                     | 6–3, 2–6, 7–6(3) |
| 優勝   | 5.  | 2008年1月11日 | ホバート           | ハード     | ベラ・ズボナレワ           | 不戦勝           |

### ダブルス: 12回 (3勝9敗)
| 結果   | No. | 決勝日        | 大会               | サーフェス        | パートナー                   | 対戦相手                                                    | スコア              |
| ------ | --- | ------------- | ------------------ | ----------------- | ---------------------------- | ----------------------------------------------------------- | ------------------- |
| 準優勝 | 1.  | 2003年5月4日  | ワルシャワ         | クレー            | フランチェスカ・スキアボーネ | マグダレナ・マレーバ リーゼル・フーバー                     | 6–3, 4–6, 2–6       |
| 準優勝 | 2.  | 2004年2月22日 | アントワープ       | カーペット (室内) | ミリアム・カサノバ           | カーラ・ブラック エルス・カレンズ                           | 1–6, 2–6            |
| 優勝   | 1.  | 2004年6月12日 | スタンフォード     | ハード            | ニコル・プラット             | クローディーヌ・ショール イベタ・ベネソバ                   | 6–2, 6–4            |
| 準優勝 | 3.  | 2005年6月12日 | バーミンガム       | 芝                | ジェニファー・ラッセル       | 杉山愛 ダニエラ・ハンチュコバ                               | 2–6, 3–6            |
| 準優勝 | 4.  | 2006年11月5日 | ハッセルト         | ハード (室内)     | ジャスミン・ヴェール         | リサ・レイモンド サマンサ・ストーサー                       | 2–6, 3–6            |
| 準優勝 | 5.  | 2007年9月30日 | ソウル             | ハード            | ジャスミン・ヴェール         | 荘佳容 謝淑薇                                               | 2–6, 2–6            |
| 準優勝 | 6.  | 2008年1月11日 | ホバート           | ハード            | ジャスミン・ヴェール         | ビルヒニア・ルアノ・パスクアル アナベル・メディナ・ガリゲス | 2–6, 4–6            |
| 優勝   | 2.  | 2010年8月2日  | イスタンブール     | ハード            | ジャスミン・ヴェール         | マリア・コンドラチェワ ブラディミラ・ウーリロバ             | 6–4, 1–6, [11–9]    |
| 準優勝 | 7.  | 2011年4月30日 | エストリル         | クレー            | ミハエラ・クライチェク       | アリサ・クレイバノワ ガリナ・ボスコボワ                     | 4–6, 2–6            |
| 優勝   | 3.  | 2011年9月17日 | タシケント         | ハード            | ビタリア・ディアチェンコ     | リュドミラ・キチェノク ナディヤ・キチェノク                 | 6–4, 6–3            |
| 準優勝 | 8.  | 2013年7月21日 | バートガシュタイン | クレー            | クリスティナ・バロイス       | サンドラ・クレメンシッツ アンドレヤ・クレパーチ             | 1–6, 4–6            |
| 準優勝 | 9.  | 2013年7月28日 | バクー             | ハード            | アレクサンドラ・クルニッチ   | イリナ・ブリャコク オクサナ・カラシュニコワ                 | 6–4, 6–7(3), [4–10] |

## 4大大会シングルス成績
略語の説明
| W | F | SF | QF | #R | RR | Q# | LQ | A | Z# | PO | G | S | B | NMS | P | NH |

W=優勝, F=準優勝, SF=ベスト4, QF=ベスト8, #R=#回戦敗退, RR=ラウンドロビン敗退, Q#=予選#回戦敗退, LQ=予選敗退, A=大会不参加, Z#=デビスカップ/BJKカップ地域ゾーン, PO=デビスカップ/BJKカッププレーオフ, G=オリンピック金メダル, S=オリンピック銀メダル, B=オリンピック銅メダル, NMS=マスターズシリーズから降格, P=開催延期, NH=開催なし.
| 大会           | 2001 | 2002 | 2003 | 2004 | 2005 | 2006 | 2007 | 2008 | 2009 | 2010 | 2011 | 2012 | 2013 | 2014 | 通算成績 |
| -------------- | ---- | ---- | ---- | ---- | ---- | ---- | ---- | ---- | ---- | ---- | ---- | ---- | ---- | ---- | -------- |
| 全豪オープン   | A    | 3R   | 4R   | 3R   | 1R   | 1R   | 1R   | 1R   | LQ   | LQ   | LQ   | 2R   | 2R   | LQ   | 9–9      |
| 全仏オープン   | LQ   | 2R   | 3R   | 1R   | 1R   | 1R   | 1R   | A    | A    | LQ   | 1R   | 1R   | LQ   | A    | 3–8      |
| ウィンブルドン | 2R   | 4R   | 2R   | 1R   | 3R   | 1R   | 2R   | A    | A    | 1R   | 2R   | 1R   | LQ   | A    | 9–10     |
| 全米オープン   | 3R   | 1R   | 1R   | 4R   | 1R   | 2R   | 2R   | 1R   | A    | LQ   | 1R   | 1R   | 1R   | A    | 7–11     |